# Блум Тауншип (округ Клірфілд, Пенсільванія)
Блум Тауншип (англ. Bloom Township) — селище (англ. township) в США, в окрузі Клірфілд штату Пенсільванія. Населення — 382 особи (2020).

## Демографія
Згідно з переписом 2010 року, у селищі мешкало 414 осіб у 174 домогосподарствах у складі 129 родин. Було 228 помешкань
Расовий склад населення:
| - 99,0 % — білих |

До двох чи більше рас належало 1,0 %. Частка іспаномовних становила 0,5 % від усіх жителів.
За віковим діапазоном населення розподілялося таким чином: 17,4 % — особи молодші 18 років, 59,7 % — особи у віці 18—64 років, 22,9 % — особи у віці 65 років та старші. Медіана віку мешканця становила 47,4 року. На 100 осіб жіночої статі у селищі припадало 99,0 чоловіків;  на 100 жінок у віці від 18 років та старших — 97,7 чоловіків також старших 18 років.
Середній дохід на одне домашнє господарство  становив 55 635 доларів США (медіана — 42 250), а середній дохід на одну сім'ю — 67 625 доларів (медіана — 55 469). Медіана доходів становила 30 568 доларів для чоловіків та 30 625 доларів для жінок. За межею бідності перебувало 13,3 % осіб, у тому числі 32,7 % дітей у віці до 18 років та 1,1 % осіб у віці 65 років та старших.
Цивільне працевлаштоване населення становило 198 осіб. Основні галузі зайнятості: освіта, охорона здоров'я та соціальна допомога — 23,7 %, роздрібна торгівля — 18,7 %, транспорт — 15,2 %.